# Julio Melgar
Julio Melgar (Escuintla, 16 de octubre de 1972 - Ciudad de Guatemala, 19 de abril de 2019) fue un cantautor, músico y pastor guatemalteco. Siendo muy reconocido en la comunidad cristiana en Latinoamérica, Melgar se destacaba por pertenecer al género de la música cristiana contemporánea.
Canciones como «Cuerdas de amor», «Creo en tí», «Estás aquí», «Ya no soy esclavo», son unas de las más reconocidas.

## Biografía

### Primeros años
Nació el 16 de octubre de 1972 en el Departamento de Escuintla, Guatemala. Posteriormente, se convirtió al cristianismo, a la edad de 10 años.

### Carrera musical
En 1994, funda un ministerio cristiano junto a unos amigos llamado Hacedores de historia, el cual estaba formado por personas de diferentes congregaciones, entre cantantes y músicos y que tenían como objetivo servir a la Iglesia de Cristo.
En 2002, llega su debut discográfico con Día de Pentecostés. En 2004, continuó con Creo en tí, siendo el sencillo homónimo la canción más reconocida del artista. Este proyecto estuvo nominado en las categorías "Mejor álbum vocal masculino" y "Mejor álbum de cantautor" en Premios Arpa 2009.
En 2011, el artista lanzó su tercer álbum titulado Vuelve, donde participaron Danilo Montero, Juan Carlos Alvarado, y Bani Muñoz. «Cristo» y «Vuelve» fueron los sencillos que contaron con vídeo oficial.
En 2015, lanza su cuarto álbum Se trata de ti. Los vídeos oficiales de este proyecto fueron «Eres» junto a su hijo Lowsan Melgar, y «Estás aquí».
En siguientes años, realizó colaboraciones que fueron muy bien recibidas, como «Preciosa sangre» con Marco Barrientos, «Ya no soy esclavo» con Christine D'Clario, «Por la eternidad» con Redimi2, «Admirable», entre otros.

### Unidos con Julio Melgar
Julio Melgar hizo su presentación final en concierto en marzo de 2019 para Unidos con Julio Melgar, con la participación de Miel San Marcos, Redimi2, Marco Barrientos, Juan Carlos Alvarado, Bani Muñoz, Daniel Calveti, Danilo Montero, Kike Pavón, Fernel Monroy, Juan De Montreal, y su hijo Lowsan Melgar. En ese concierto interpretaría «Tus cuerdas de amor» junto a su hijo Lowsan por primera vez.

### Fallecimiento
En marzo de 2019, el artista realizó un Live de Instagram donde explicaba su estado de salud. Falleció el 19 de abril de 2019 a las 2:00 p. m. a los 46 años de edad a causa de un cáncer de páncreas del cual padecía.  Su hijo Lowsan lanzaría oficialmente la canción «Tus cuerdas de amor» en mayo, y posteriormente recibiría una nominación y reconocimiento póstumo para él y su padre, a cinco meses del fallecimiento del artista al ser escogida como Canción en español del año en Premios GMA Dove 2019.
En el álbum Legado de su hijo Lowsan, aparece una última canción del intérprete que no había sido lanzada, titulada «Me basta tu Palabra» contenía la voz del artista fallecido, junto a Lowsan y Miel San Marcos.

## Obras musicales

### Álbumes de estudio
- 2002: Día de Pentecostés
- 2004: Creo en tí
- 2011: Vuelve
- 2015: Se trata de ti

### Colaboraciones
| Año  | Título                                                       | Artistas                                                     |
| ---- | ------------------------------------------------------------ | ------------------------------------------------------------ |
| 2008 | «¿Qué Viste en Mi?»                                          | Bani Muñoz feat. Julio Melgar                                |
| 2012 | «Intimidad»                                                  | Somos Neon feat. Julio Melgar                                |
| 2014 | «Creo en Ti»                                                 | Soluciones Live feat. Julio Melgar y Marcela Gándara         |
| 2014 | «Gracia Sublime»                                             | Soluciones Live feat. Julio Melgar                           |
| 2014 | «Tu Gloria»                                                  | Soluciones Live feat. Zaira Johnson y Julio Melgar           |
| 2015 | «Espíritu»                                                   | Manuel Rodríguez feat. Julio Melgar                          |
| 2016 | «Todopoderoso» «Espontáneo (Todopoderoso)»                   | Miel San Marcos feat. Julio Melgar                           |
| 2016 | «Algo Nuevo Empezó»                                          | Bani Muñoz feat. Julio Melgar                                |
| 2016 | «Vuelve Otra Vez»                                            | Bani Muñoz feat. Viris Muñoz, Marcela Gándara y Julio Melgar |
| 2016 | «Jesús»                                                      | LEAD feat. Julio Melgar                                      |
| 2016 | «Preciosa Sangre» «Fruto de su Aflicción»                    | Marco Barrientos feat. Julio Melgar                          |
| 2016 | «Oh Alma Mía»                                                | Los Voceros De Cristo feat. Julio Melgar                     |
| 2017 | «Ya No Soy Esclavo»                                          | Aliento feat. Julio Melgar e Yvonne Muñoz                    |
| 2017 | «Por La Eternidad»                                           | Redimi2 feat. Christine D'Clario y Julio Melgar              |
| 2017 | «Uno Contigo»                                                | Josh Urias feat. Julio Melgar                                |
| 2018 | «Admirable»                                                  | Christine D'Clario feat. Julio Melgar                        |
| 2018 | «Ya No Soy Esclavo» «Mi Padre Me Ama (Adoración Espontánea)» | Christine D'Clario feat. Julio Melgar                        |
| 2019 | «Grande Eres Tú»                                             | Sergio Téllez feat. Julio Melgar                             |
| 2019 | «Te Amo a Ti»                                                | Danny Solorzano feat. Julio Melgar                           |
| 2020 | «Me Basta Tu Palabra»                                        | Lowsan Melgar feat. Julio Melgar y Miel San Marcos           |
| 2020 | «Tus Cuerdas de Amor»                                        | Lowsan Melgar feat. Julio Melgar                             |

### Videos musicales
| Año  | Título                       | Album          |
| ---- | ---------------------------- | -------------- |
| 2011 | «Cristo»                     | Vuelve         |
| 2011 | «Vuelve»                     | Vuelve         |
| 2015 | «Estas Aquí»                 | Se Trata de Ti |
| 2015 | «Eres (feat. Lowsan Melgar)» | Se Trata de Ti |

### Videos Colaborativos
| Año  | Título                              | Artistas                                                          |
| ---- | ----------------------------------- | ----------------------------------------------------------------- |
| 2013 | «¿Qué Viste en Mi?»                 | Bani Muñoz feat. Julio Melgar                                     |
| 2016 | «Todopoderoso»                      | Miel San Marcos feat. Julio Melgar                                |
| 2016 | «Algo Nuevo Empezó »                | Bani Muñoz feat. Julio Melgar                                     |
| 2016 | «Vuelve Otra Vez»                   | Bani Muñoz feat. Viris Muñoz, Marcela Gándara y Julio Melgar      |
| 2016 | «Jesús»                             | LEAD feat. Julio Melgar                                           |
| 2016 | «#Digno #AlQueEstaSentadoEnElTrono» | Marco Barrientos feat. Yvonne Muñoz, Marcos Brunet y Julio Melgar |
| 2016 | «Preciosa Sangre»                   | Marco Barrientos feat. Julio Melgar                               |
| 2016 | «Oh Alma Mía»                       | Los Voceros De Cristo feat. Julio Melgar                          |
| 2018 | «Admirable»                         | Christine D'Clario feat. Julio Melgar                             |
| 2018 | «Ya No Soy Esclavo»                 | Christine D'Clario feat. Julio Melgar y Bethel Music              |
| 2020 | «Me Basta Tu Palabra»               | Lowsan Melgar feat. Julio Melgar y Miel San Marcos                |

## Premios y reconocimientos
- 2009: Premios Arpa: nominado en las categorías "Mejor álbum vocal masculino" y "Mejor álbum de cantautor" por Creo en ti
- 2020: Premios GMA Dove como "Canción del Año en Lenguaje Español" por «Tus cuerdas de amor» junto a Lowsan Melgar[29]